# Michauxia
- Commons
- Wikispecies

Michauxia é um gênero botânico pertencente à família Campanulaceae.
1. ↑  «Michauxia — World Flora Online». www.worldfloraonline.org. Consultado em 19 de agosto de 2020